# かばん検定
かばん検定（かばんけんてい、英: portmanteau test）とは、ある時系列の自己相関の任意の一組が0と異なるかを調べる統計的検定の総称である。
統計学的仮説検定法の一種であり、帰無仮説がはっきり定められる一方で対立仮説は比較的曖昧に定義される。このような形で仮説を組んで検定することで、観測値のとるパターンが様々な程度・形で帰無仮説から逸脱することを検出力は少なくとも中等度以上になる。観測値などから推定して設定したデータのパターンを表す統計モデルが、観測されるデータの背後にあるであろう本来のパターンから逸脱しているかどうかを確認するために適合度の検定を行うが、逸脱にも様々な程度・形があり得る。応用統計学において、かばん検定は対立仮説を狭く定義しないため、モデルとデータの適合度を大まかに確認するのに妥当な方法となる。こうした検定法を用いることで、モデルの本来のパターンからの逸脱について過度に偏った想定をしなくてすむようになる(逸脱を検出し損なうことを防げる)。

## 例
時系列データの解析において、モデルの中の残差の項の自己相関を検定するために、2つのよく知られたかばん検定のバージョンが利用可能である。この検定は残渣項の時系列データの自己相関が0かどうかを検定するものである。この検定はリュング・ボックス検定である。これはボックス-ピアース検定を改良したものであり、根本的に同じ時期に改定された；時系列のデータ構造に対する回帰分析、を含む回帰分析全般について、かばん検定の一種が考案されてきている。根本的に同じ時期に改定された；ある外見上のちょっとした単純化(改良版で省かれている)が有害な効果を持っていることが発見された。このかばん検定は自己回帰和分移動平均過程（ARIMA）モデルと合わせて用いると有用である。
時系列のデータ構造に対する回帰分析、を含む回帰分析全般について、かばん検定の一種が考案されてきている。そしてその改良されたかばん検定により、独立変数と依存変数を非線形的に変換したもののいくつかを、選択されていたモデルの構造に組み込むことの可能性に対して検定をすることが可能になった。